# Barrowligan
Barrowligan (alternativt Barrow-ligan eller Barrow-gänget) var en grupp amerikanska brottslingar, aktiva åren 1930–1934. I ligan ingick bröderna Clyde och Buck Barrow, liksom deras respektive Bonnie Parker och Blanche Barrow. Andra som kan räknas dit var Raymond Hamilton, W.D. Jones, Joe Palmer och Henry Methvin.
Ligan begick en stor mängd rån under deras aktiva tid. Dessutom dödade de tretton personer, varav nio polismän.

## Bildgalleri

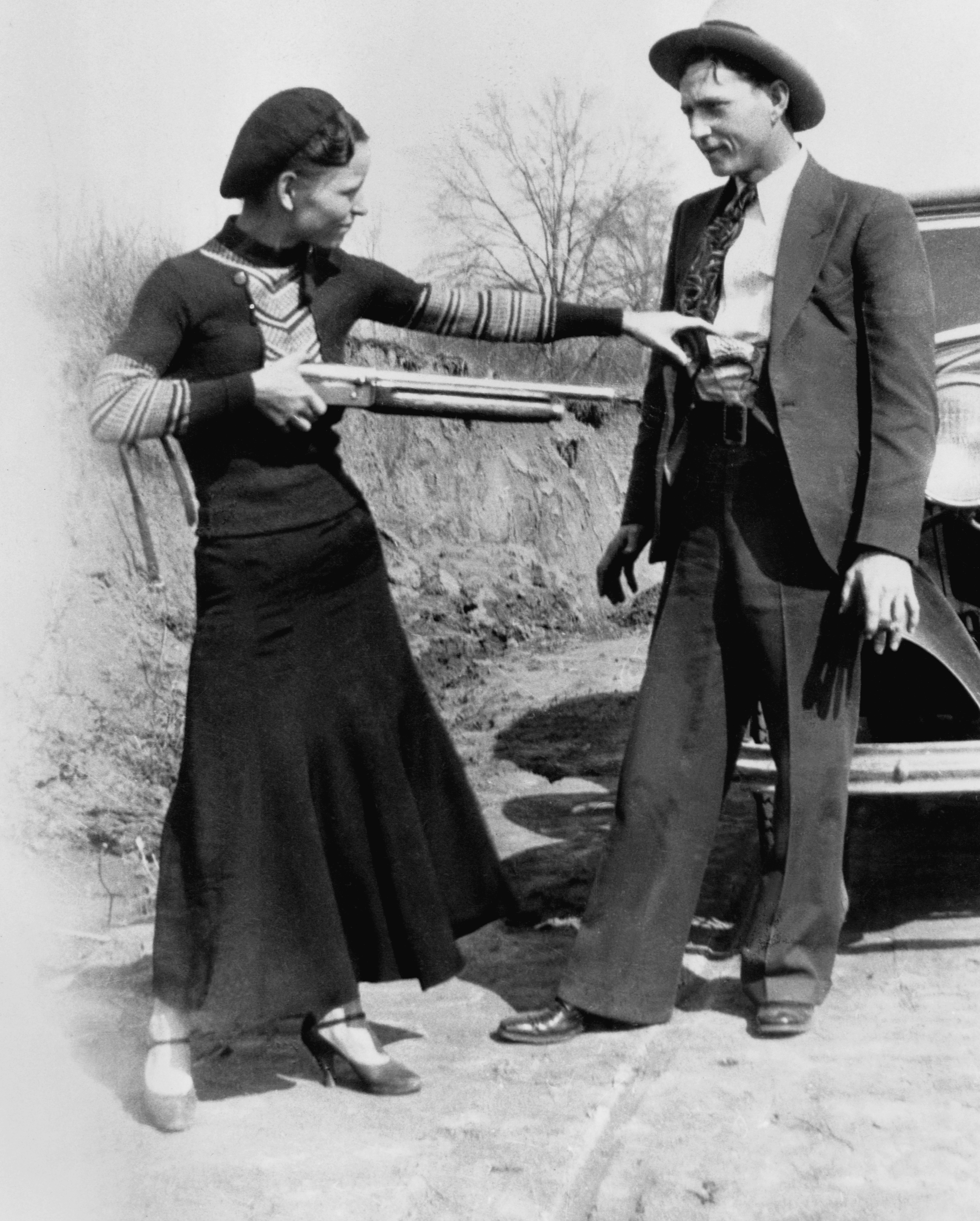
Bonnie Parker och Clyde Barrow.
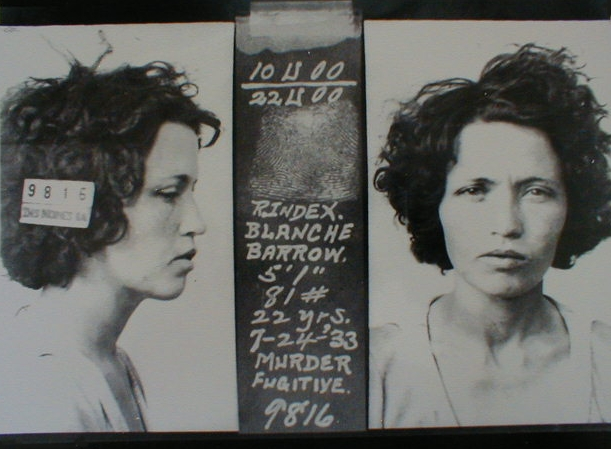
Blanche Barrow 27 juli 1933.
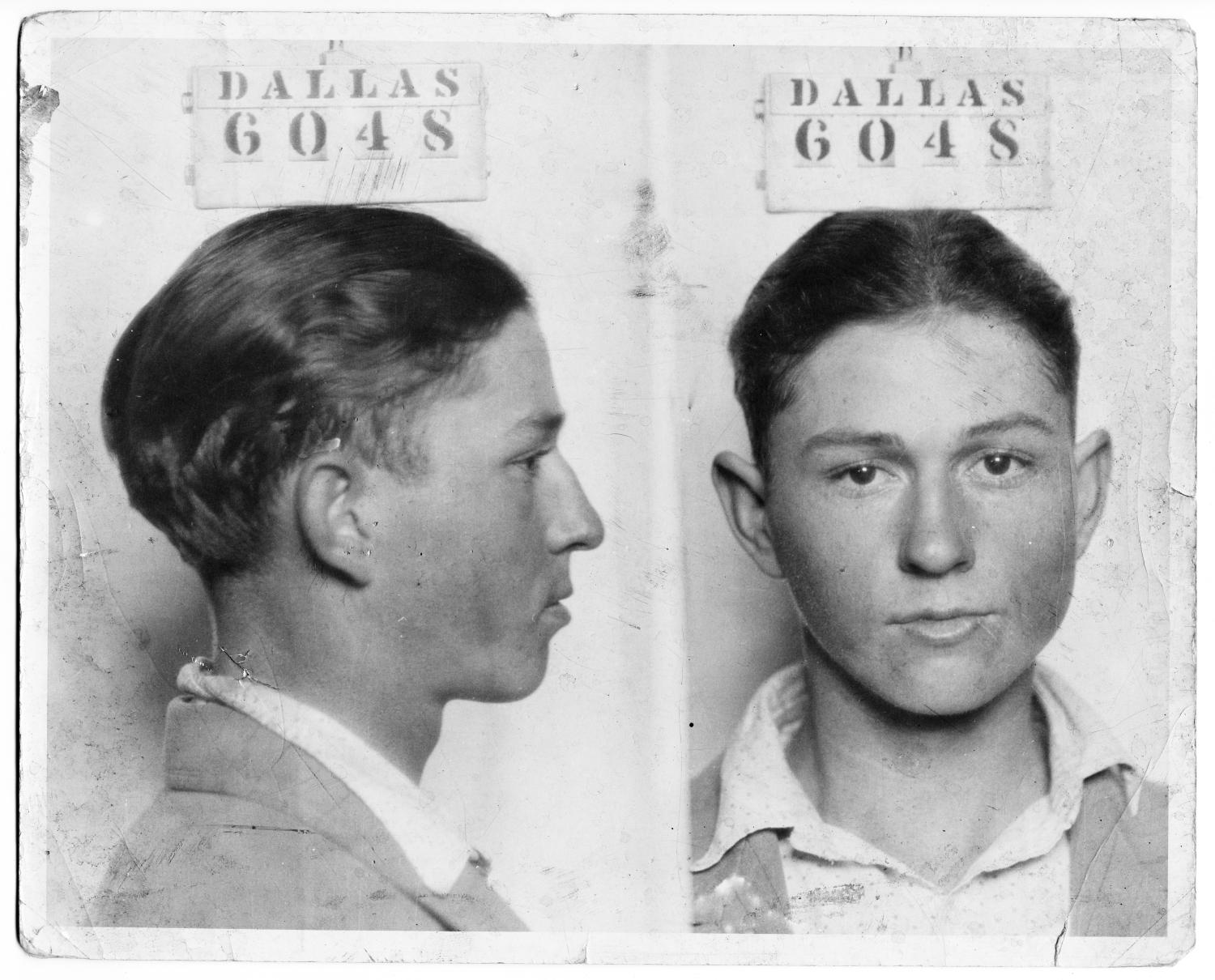
Sjuttonårige Clyde Barrow på ett förbrytarfotografi 1926.
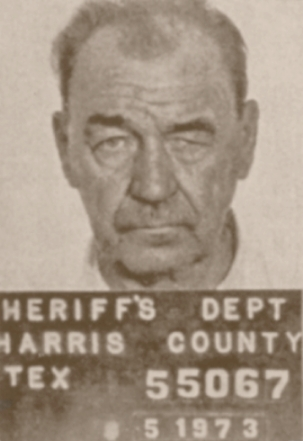
W. D. "Deacon" Jones 1973.
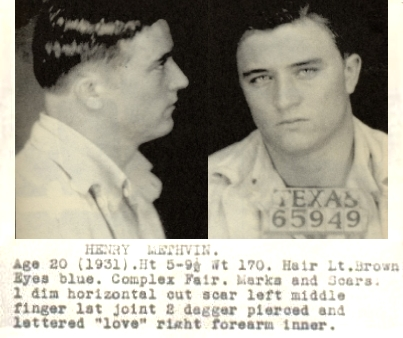
Förbrytarfotografi av 20-årige Henry Methvin, december 1931.